# Аграрна политика
Аграрна политика је скуп мера економске политике, који обухвата целокупну активност њених носилаца усмерену ка пољопривреди. Чине је неколико међусобно повезаних елемената: циљеви аграрне политике, средства, мере и методи деловања и носиоци аграрне политике. Циљеви аграрне политике могу бити дугорочни и краткорочни, а с обзиром на садржај - општи и посебни. Ефикасност аграрне политике у великој мери зависи од тога да ли су и колико циљеви садржајно и временски усклађени. Средства помоћу којих се остварују циљеви аграрне политике могу бити економска, техничка, правна и организациона. Најзначајнија економска средства су цене, инвестиције, порези и политика извоза и увоза, а техничка - механизација, хемизација, зоотехничке мере, комасација, арондација, плодоред. Правним средствима регулише се спровођење појединих мера и акција у производњи, промету, у области поседовних односа и др. Организационе мере се односе на организацију пољопривредних предузећа, на облике повезивања и удруживања индивидуалних произвођача. Мере аграрне политике према начину спровођења могу бити директне, односно добровољне и присилне. Као носиоци и учесници аграрне политике појављују се управни и извршни органи власти, пољопривредни произвођачи и њихова удружења, политичке организације, стручне и научне институције.
Пољопривреда има велики утицај на климатске промене, за које се процењује да доприноси са 20–25% глобалних годишњих емисија од 2010. године. Штавише, пољопривреда је веома рањива на негативне утицаје климатских промена, као што су смањење приступа води, геофизички процеси као што су пораст нивоа океана и промена времена, и социоекономски процеси који утичу на пољопривреднике, од којих су многи у економским условима за егзистенцију. Да би ублажавање и прилагођавање глобалних климатских промена било делотворно, потребно је применити широк спектар политика како би се смањио ризик од негативних утицаја климатских промена на пољопривреду и емисије гасова стаклене баште из сектора пољопривреде.

## Проблематика пољопривредне политике
Пример ширине и врста тематике пољопривредне политике може се наћи у чланку Аустралијског Бироа за пољопривреду и економију ресурса „Пољопривредне економије Аустралије и Новог Зеланда“ који каже да су главни изазови и проблеми са којима се суочава њихова индустријска пољопривредна индустрија:
- маркетиншки изазови и укуси потрошача
- међународно трговинско окружење (услови на светском тржишту, баријере за трговину, карантин и техничке баријере, одржавање глобалне конкурентности и имиџа тржишта, и управљање питањима биосигурности која утичу на увоз и статус болести код извоза)
- биосигурност (штеточине и болести као што су говеђа спонгиформна енцефалопатија (БСЕ), птичји грип, слинавка и шап, цитрусни кенкер и смут шећерне трске)
- инфраструктура (као што су транспорт, луке, телекомуникације, енергија и објекти за наводњавање)
- вештине управљања и понуде радне снаге (са све већим захтевима за пословно планирање, повећаном свешћу о тржишту, употребом савремене технологије као што су рачунари и системи за глобално позиционирање и боље агрономско управљање, савремени менаџери фарми ће морати да постану све вештији. Примери: обука квалификованих радника, развој система запошљавања радника који обезбеђују континуитет рада у индустријама са јаким сезонским врхунцем, савременим комуникационим алатима, истраживањем тржишних прилика, истраживањем захтева купаца, пословном планирањем укључујући финансијско управљање, истраживањем најновијих пољопривредних техника, вештинама управљања ризицима)
- координација (доследнија национална стратешка агенда за истраживање и развој пољопривреде; активније укључивање инвеститора у истраживање у сарадњи са истраживачима који развијају програме рада; већа координација истраживачких активности између индустрија, истраживачких организација и питања; и улагање у људски капитал како би се осигурало квалификованог истраживачког особља у будућности.)
- технологија (истраживање, усвајање, продуктивност, генетски модификовани (ГМ) усеви, инвестиције)
- вода (права приступа, трговина водом, обезбеђивање воде за еколошке исходе, додељивање ризика као одговор на прерасподелу воде са конзумне на коришћење у животној средини, рачунање извора и алокације воде)
- питања приступа ресурсима (управљање аутохтоном вегетацијом, заштита и унапређење биодиверзитета, одрживост продуктивних пољопривредних ресурса, одговорности власника земљишта)[6]

### Смањење сиромаштва
Пољопривреда остаје највећи појединачни допринос за живот 75% сиромашних у свету који живе у руралним подручјима. Подстицање раста пољопривреде је стога важан аспект пољопривредне политике у земљама у развоју. Поред тога, недавни документ о перспективи природних ресурса од стране Института за развој прекоморских земаља открио је да су добра инфраструктура, образовање и ефикасне информационе услуге у руралним областима неопходне да би се побољшале шансе да пољопривреда ради за сиромашне.

## Случајеви развијеног света

### Стратегија и примери израде пољопривредне политике
Теме пољопривредне политике су веома опсежне, од осигуравања хигијене салате до управљања глобализацијом, а како време пролази, појављују се нове бриге. Међутим, већина забринутости спада у три категорије: снабдевање храном за растућу популацију, осигурање средстава за живот пољопривредника и заштита животне средине. Тема свих приступа који имају за циљ да се баве са ове 3 врсте тема јесте да имају холистички поглед на њихове ефекте и спољашње ефекте (нуспроизвод акције која утиче на друге без њиховог пристанка), јер су неке политике намењене да се баве једним аспектом проблематике могу имати ненамерне штетне последице које погоршавају друге аспекте, док неке имају нулте или чак корисне екстерне ефекте. На пример, субвенционисање пољопривредних компанија омогућава им да прошире своју индустрију и понуде своје производе по нижим ценама купцима, али повећавају коришћење воде и земљишта компаније које су по цену природних станишта. Из супротне перспективе, ако се заштите природна станишта и опорезују пољопривредне фирме за претварање природног земљишта у фабрике, цене њихових производа расту, чинећи производе фирме више недостижним неким купцима. Ови спољни фактори и компромиси стављају креаторе политике у дилему јер је наш тренутни глобални пољопривредни систем подложан многим поремећајима као што су временске промене, локалитет, смене радне снаге, итд. Сходно томе, пре него што се разреши ова примарна осетљивост пољопривредног система, за креаторе политике је од велике важности да одвагају компромисе и усвоје најприкладније политике.
Постоје примери горе поменутог дизајна пољопривредне политике које су направили синдикати, земље и државе широм света. Иако свака специфична ситуација захтева сопствени дизајн пољопривредне политике, ови примери могу пружити корисне моделе, увиде и лекције за референцу и инспирацију будућих креатора политике. Заједничка пољопривредна политика, коју је објавила ЕУ, користи владине субвенције за подстицање производње хране и индустријализације пољопривреде у раној фази. У неким областима производња хране је толико процвала да је огроман отпад од хране постао нови проблем. Расипањем хране тржиште је бачено у неравнотежу. Сходно томе, пад цена коштао је пољопривреднике у погледу комуналних услуга и довео до будуће реформе познате као Маршолтов план. Маршолтов план и реформе које су уследиле генерално су вратиле пољопривредно тржиште у равнотежу. Касније реформе су успеле да прошире фонд на пољопривреднике и повећају добробит сваког појединачног фармера уместо да само шире обрадиве површине и индустрије. Почевши од 2003. године, фонд Заједничке пољопривредне политике је даље расчлањен на појединце и заштита животне средине је коначно узета у обзир.